# Bataille de Monastir (1917)
Pour la bataille de 1916, voir Bataille de Monastir (1916).
Première Guerre mondiale
Batailles
Front des Balkans
- Front austro-serbe : Campagne de Serbie (7-1914)
- Campagne de Serbie (10-1915)
- Le Cer (8-1914)
- La Kolubara (9-1914)
- Salonique (10-1915
- Krivolak (10-1915)
- Kosovo (11-1915)
- Kosturino (12-1915)
- 1re Doiran (8-1916)
- Strymon (8-1916)
- Kaïmatchalan (9-1916)
- 1re Monastir (9-1916)
- 2e Monastir (3-1917)
- 2e Doiran (4-1917)
- Skra-di-Legen (5-1918)
- Vardar (9-1918)
- Dobropolje (9-1918)
- 3e Doiran (9-1918)
- Uskub (9-1918)
- Campagne de Serbie (9-1918)

Front d'Europe de l'Ouest
Front italien
Front d'Europe de l'Est
Front africain
Front du Moyen-Orient
Bataille de l'Atlantique
La bataille de Monastir (Bitola) se déroule durant le mois de mars 1917en Macédoine. Elle devait permettre aux troupes françaises et serbes, commandées par le général Sarrail, de dégager la ville enserrée de près par les troupes germano-bulgares.

Cette bataille, ou série d'opérations est connue sous différents noms : Bataille de la cote 1248 et Bataille du Lac Prespa pour les Français, pour les Bulgares : « Bataille de Chervena Stena », tirant son nom de  Crvena Stena, une arête du massif du Pelister.

## Situation
En novembre 1916, les forces de l'Entente avaient réussi à prendre Monastir mais la ville est soumise aux bombardements quotidiens de l'artillerie bulgare en batterie dans le massif du Pelister à l'Ouest et sur la cote 1248 au nord de la ville. Sarrail planifie pour le printemps 1917 une grande offensive sur la Boucle de la Cerna et Doiran ; il a aussi planifié une attaque au nord et à l'ouest de Monastir pour donner à la ville, toujours sous le feu ennemi, un moment de répit.

## Forces en présence

### France
- 11e DIC (Général Sicre)

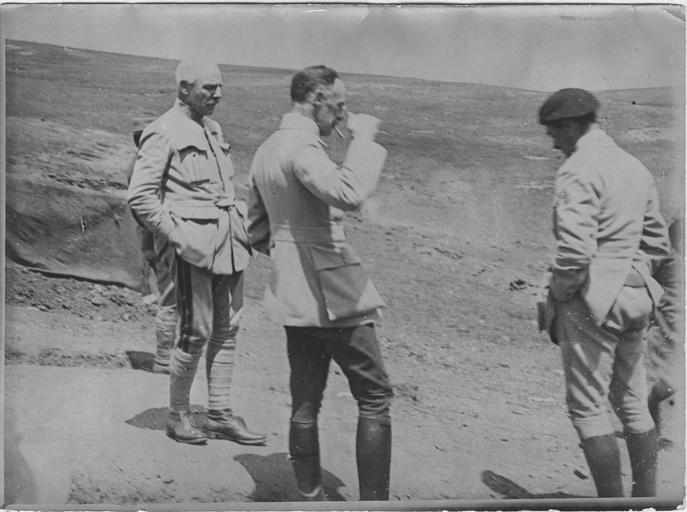
Le général Dessort au col à Cengel en mars 1917.

  - 21e Brigade d'infanterie coloniale (Expert-Besançon)
    - 34e, 35e, 44e régiment d'infanterie coloniale.

  - 22e Brigade d'infanterie coloniale (Vénel)
    - 42e régiment d'infanterie coloniale, 2e bis de Zouaves
- 16e DIC (Général Dessort)
  - 4e Brigade d'infanterie coloniale (Tétard)
    - 4e et 8e régiment d'infanterie coloniale.

  - 32e Brigade d'infanterie coloniale (Pruneau)
    - 37e et 38e régiment d'infanterie coloniale.
- 57e division d'infanterie
- 76e division d'infanterie
- 156e division d'infanterie

### Empire allemandetRoyaume de Bulgarie
Groupe d'armées germano-bulgare
- 26 bataillons

## Déroulement

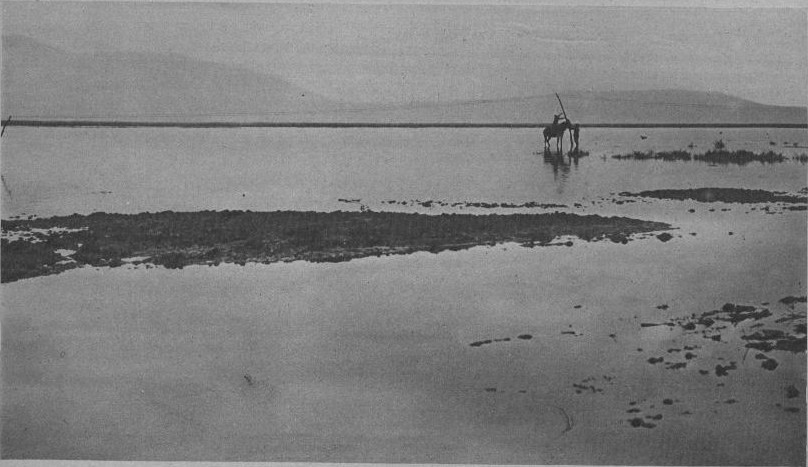
La plaine devant Monastir.

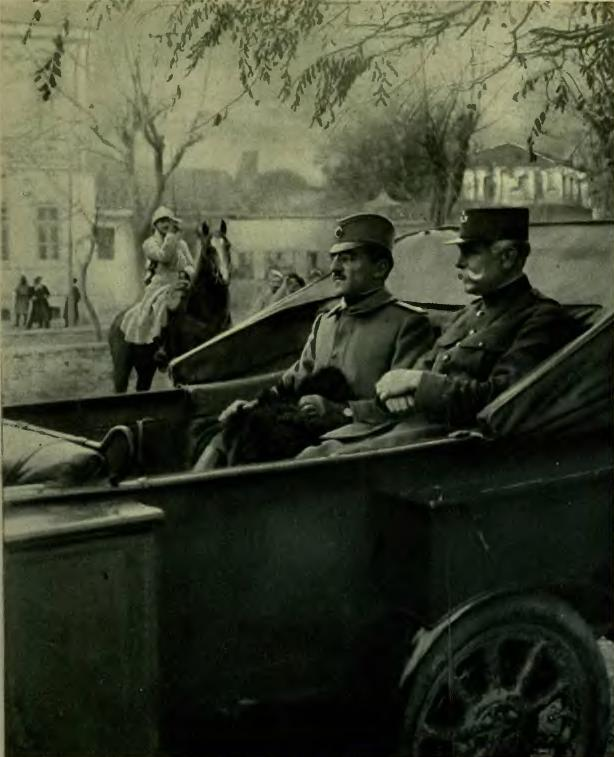
Sarrail et Alexandre de Serbie entrent à Monastir.

Le plan de Sarrail prévoit une offensive en échelon, se développant progressivement d'ouest en est. Le premier coup doit ainsi être porté par la 76e division, déployée entre les lacs Ohrid et Prespa. Elle est chargée de percer le front, puis de se rabattre sur sa droite pour déboucher dans la plaine de Resna, afin de prendre à revers les défenses germano-bulgares de la région de Monastir. Dans un même temps, la 156e division doit s'emparer du Pelister, point culminant de la région et poste d'observation vital pour l'ennemi.
Une fois le Pelister capturé et la 76e division parvenue dans la plaine de Resna, il est prévu que la 156e division attaque la Crvena Stena, la 57e division prenant d'assaut la cote 1248. Pressés de front et menacés sur leurs arrières, les Germano-bulgares devraient alors céder, abandonnant le massif montagneux dominant Monastir et fournissant aux Alliés des positions bien plus avantageuses en vue de l'offensive principale planifiée pour la fin avril.

### Bataille du Lac Prespa
Le 11 mars, les opérations entre les deux lacs commencent par un bombardement intense et une attaque de la 76e Division contre un détachement disparate, constitué d'éléments allemands, autrichiens et bulgares. La progression française est grandement gênée par la neige qui recouvre ce secteur montagneux. Durant plusieurs jours, les combats se concentrent sur la cote 1675 et les Couronnés. A diverses reprises, les Français parviennent à prendre pied au sommet de ces hauteurs, sans réussir à s'y maintenir. De nombreux soldats doivent être évacués pour gelures. Le 19 mars, faute de percée, la division reçoit l'ordre de cesser l'offensive.

### Bataille de la Crvena Stena
Le 13 mars, la 156e division tente de s'emparer par surprise du Pelister, tenu par une faible garnison bulgare. Les Français, précédés par des éclaireurs en skis, capturent plusieurs pitons mais sont arrêtés devant le sommet. Engoncés dans la neige, pris sous le feu des mitrailleuses ennemies, ils doivent renoncer à s'en saisir.
En dépit de l'échec essuyé par la 76e division et devant le Pelister, la 156e n'en attaque pas moins la Crvena Stena, au matin du 15 mars. Les tranchées de Posen sont emportées, près de 200 Bulgares sont faits prisonniers. Mais les Germano-bulgares se renforcent rapidement, empêchant toute exploitation de ce succès initial. Jusqu'à la fin mars, par des attaques locales, la 156e division parvient à capturer plusieurs autres tranchées ennemies, mais la percée attendue n'a pas lieu.

### Bataille de la cote 1248
Après la capture de Posen, le 15 mars, il est décidé de déclencher l'assaut de la 57e division contre la cote 1248. Dans l'après-midi du 16 mars, après une intense préparation d'artillerie, la division s'élance à l'attaque. Le front ennemi s'effondre immédiatement. S'apprêtant à contre-attaquer, un régiment bulgare est dispersé, pris de flanc par l'avance française. Le 18 mars, le sommet de la cote 1248 est capturé.
Le commandement décide alors de former un détachement provisoire. Appuyé sur sa droite par la 11e division coloniale, il doit pousser sur Kukurecani pour ensuite déboucher dans la plaine, contraignant ainsi les Germano-bulgares à évacuer le massif de la cote 1248. Le 19 mars, l'avance du détachement est grandement gênée par l'artillerie ennemie. Le lendemain, les Allemands lancent une contre-attaque générale. Le détachement est rejeté en désordre, tandis que la cote 1248 est reprise par l'ennemi. Le 21, la 57e division riposte, et parvient à reprendre le sommet de la cote, mais le feu d'artillerie est si intense que la position doit être abandonnée, restant inoccupée. Finalement, le 22 mars, la 16e division coloniale, dépêchée en renfort, s'installe de nouveau sur le sommet sans rencontrer d'opposition, mettant un terme à la bataille.

## Résultat
La percée envisagée initialement n'a pas pu être réalisée. Monastir a été quelque peu dégagée, et les défenses germano-bulgares ont été étrillées, mais la ville restera sous le feu ennemi jusqu'à l'Armistice, détruite à moitié par 20 700 obus. Environ 500 habitants ont été tués et 650 blessés.
Au cours de cette bataille, les Français ont eu 5 000 hommes hors de combat. Les pertes germano-bulgares sont à peu près équivalentes, quoiqu'il faille y ajouter environ 2 000 prisonniers, la plupart capturés sur la cote 1248 par la 57e division.
Duranr le mois de mai, dans le cadre de l'offensive général des armées alliées en Orient, une nouvelle attaque visant à dégager le massif de la cote 1248 sera menée par la 57e division et la 11e division coloniale, sans succès.

## Décoration
- MONASTIR 1917 est inscrit sur le drapeau des régiments cités lors de cette bataille.

## Sources
- Victor Giraud, Histoire de la Grande Guerre, Paris, Librairie Hachette, 1920, 777 p.
- Les Troupes de marine, 1622-1984  (préf. Armée Maldan), Paris, Charles-Lavauzelle, coll. « Beaux livres », 1986, 542 p. (ISBN 978-2-702-50142-9).

- (en) Cet article est partiellement ou en totalité issu de l’article de Wikipédia en anglais intitulé « Battle of Monastir (1917) » (voir la liste des auteurs).